# Guadalupe y Calvo kommun
Guadalupe y Calvo är en kommun i Mexiko.   Den ligger i delstaten Chihuahua, i den nordvästra delen av landet, 1 100 km nordväst om huvudstaden Mexico City.
Följande samhällen finns i Guadalupe y Calvo:
- Guadalupe y Calvo
- Las Yerbitas Aserradero
- Turuachi
- San Pedro de Chinatú
- Coloradas de los Chávez
- Barbechitos
- Mesa de San José
- Mesa del Durazno
- Aserradero las Delicias
- San José de los Reyes
- Ciénega de Silva
- La Cieneguita
- Cebollas
- San Simón
- La Trinidad
- El Granizo
- La Soledad
- Juntas de Arriba
- Rancho de Mares
- Ojuelos
- Tigre de San Rafael
- Coloradas de los Villanueva
- San Jerónimo
- Bajío de la Mesa
- Redondeados
- El Tupure
- El Ocote
- Talayotes
- Pie de la Cuesta
- San Ignacio de los Sotelo
- San Regis
- San José del Rincón
- Los Parajes
- El Zapote
- Cordón de los Soto
- La Cruz
- Tohayana
- El Carnero
- Algarrobas
- El Rincón del Comanche
- Corre Coyote
- La Mesa de los Hongos
- Terreros
- El Manzano
- Casa Quemada
- Pinos Altos
- La Portezuela
- El Muerto
- Batallapa
- Santa Rosalía de Carrizal
- El Potrero de los González
- Ciénega de Araujo
- Santa Tulita
- Cordón de Lechuguilla
- El Talayotito
- La Mesa Colorada
- Rancho de Peña
- Calabacilla
- Ranchería Guasachique
- La Ciénega de los Ayala
- Basonopita de Abajo
- Mesa los Perdidos
- San Simón
- El Cajoncito
- El Muertecito
- Arroyo de Almodóvar
- San Francisco de los Salgueiro
- Mesa de Téllez
- San José de Turuachito
- Agua Blanca